# Lindås
Lindås es un municipio de la provincia de Hordaland, Noruega. Tiene una población de 15 402 habitantes según el censo de 2015.

## Información

### Antecedentes
La parroquia de Lindaas fue establecida como municipio el 1 de enero de 1838. Masfjorden fue separado de Lindås el 1 de marzo de 1879. Austrheim también fue separado de Lindås el 1 de enero de 1910. Alversund y algunas partes de Hamre and Hosanger se fusionaron con Lindås el 1 de enero de 1964.
El centro administrativo es Knarvik, localisado al sureste del municipio. Otras áreas de la población son Lindås, Seim, Ostereidet, Alversund y Fanebust. El municipio también cuenta con una de las más grandes refinerías de petróleo del norte de Europa.

### Nombre
El nombre del municipio —originalmente una parroquia— viene de la granja de Lindås (Lindiáss en nórdico antiguo), ya que la primera iglesia fue construida allí. El primer elemento es lindi que significa «bosque de tilia», el último elemento es áss que significa «cresta de montaña». Antes de 1921 el nombre fue escrito Lindaas.

### Historia
Los antiguos asentamientos vikingos se encuentran en varios lugares. Håkonshaugen (haugr del nórdico antiguo que significa montículo) en Seim fue el túmulo de rey Haakon I de Noruega, rey de la tercera parte de Noruega. El rey Haakon fue herido de muerte en el año 961 en la batalla de Fitjar cerca de Stord. El Håkonarspelet ("el rey con el casco de oro") es una obra de teatro histórica y es interpretada cada año. Es una de las varias obras de teatro escritas por Johannes Heggland. La obra fue escrita en cinco partes entre 1995 y 1996. Se centra en los acontecimientos de la vida del rey Haakon I de Noruega y de su única hija llamada Thora.

### Escudo de armas
El escudo de armas es de los tiempos modernos. Se les concedió el 4 de mayo de 1979.